# 伊方原子力広報センター
公益財団法人伊方原子力広報センター（いかたげんしりょくこうほうセンター）は、愛媛県西宇和郡伊方町湊浦に所在する公益財団法人である。愛媛県伊方原子力広報センターの管理運営を行っている他、原子力の知識等の普及促進のための広報事業を行っている。また、愛媛県や伊方町から事業の委託（国の交付金が原資）を受けてテレビCMの放映や原子力に関する講演会の実施など原子力広報事業を行っている。

## 沿革
- 1983年 - 愛媛県・伊方町・四国電力の共同出資で「財団法人伊方原子力広報センター」を設立。
- 2011年 - 公益法人制度改革により「公益財団法人伊方原子力広報センター」に移行。

## 伊方原子力広報センター
1982年に愛媛県が原子力広報活動の拠点として整備した施設である。伊方町民会館の内にある。
原子力の仕組みや伊方原子力発電所についてなどの展示を行っている施設である。